# Acrothyrea cincticollis
Acrothyrea cincticollis är en skalbaggsart som beskrevs av Ernst Gustav Kraatz 1880. Acrothyrea cincticollis ingår i släktet Acrothyrea och familjen Cetoniidae. Inga underarter finns listade i Catalogue of Life.